# Vitré (Deux-Sèvres)
Vitré ([viˈtʁe] ⓘ) ist ein Ort und ehemalige Gemeinde mit 534 Einwohnern (Stand: 1. Januar 2019) im französischen Département Deux-Sèvres in der Region Nouvelle-Aquitaine. Sie gehörte zum Arrondissement Niort.
Der Erlass des Präfekten vom 21. November 2012 legte mit Wirkung zum 1. Januar 2013 die Eingliederung von Vitré als Commune déléguée zusammen mit der früheren Gemeinde Beaussais zur Commune nouvelle Beaussais-Vitré fest.

## Geografie

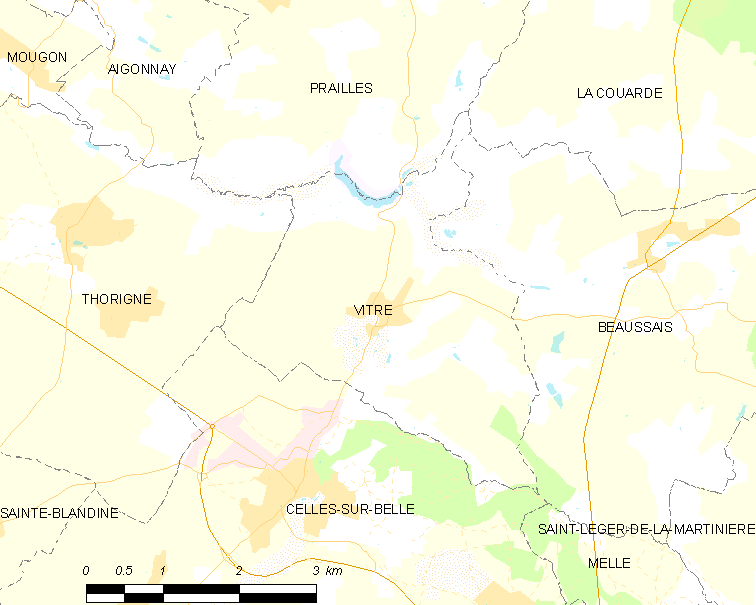
Karte von Vitré

Vitré liegt etwa 21 Kilometer ostsüdöstlich von Niort und etwa 53 Kilometer südwestlich von Poitiers in der Région naturelle des Mellois in der historischen Provinz des Poitou. Der Norden des Orts befindet sich im Einzugsgebiet der Sèvre Niortaise, der Süden im Einzugsgebiet der Charente. Das Gebiet wird entwässert im nördlichen Teil vom Lambon, im südlichen Teil von der Belle, einem Nebenfluss der Boutonne. Nördlich des Ortszentrums liegt der 14 Hektar große See von Lambon, an dem sich ein Freizeitzentrum befindet. Es gibt nur wenige Wälder, die wichtigsten sind der Bois d’Enfiré im Südosten um dem Weiler Eclopegenêt und im Südwesten Lieu-dit namens Les Grands-Pas.
Der Ort befindet sich in einer Landschaft mit sanften Hügeln mit Höhen bis über 140 m. Das Ortszentrum liegt auf etwa 125 m Höhe, die niedrigste Höhe wird mit 102 m beim Austritt des lambon aus dem Ortsgebiet gemessen.
Umgeben wird Vitré von vier Nachbargemeinden und der Commune déléguée von Beaussais-Vitré:
|            | Prailles-La Couarde                         |                             |
| Aigondigné | Kompassrose, die auf Nachbargemeinden zeigt | Beaussais (Beaussais-Vitré) |
|            | Celles-sur-Belle                            |                             |

## Geschichte
Frühe Formen des Ortsnamens waren: Villa Vitriacus in pago et vicaria Metulinse (gegen 987), Vitrec (gegen 990), Vitraycus (1300), Vitraium (1383), St-Pierre de Vitré, St. Georges de Vitré (1782).
Mehrere Funde (antike Gräber, Münzen aus dem 1. Jahrhundert, Keramik) scheinen auf eine menschliche Besiedlung seit Beginn der christlichen Zeitrechnung hinzuweisen und es wurden mindestens zwei Wege identifiziert, die vermutlich mittelalterlichen Ursprungs sind. Im letzten Viertel des 10. Jahrhunderts wurde die zu Ehren des Apostels Petrus in der Villa von Vitré gegründete Kirche der Abtei Saint-Cyprien von Poitiers übergeben. Diese Villa könnte ihren Ursprung in einem alten landwirtschaftlichen Anwesen haben. Im Mittelalter sind mehrere andere religiöse Stiftungen bezeugt. Die Kapelle von Vexeria erscheint in den Quellen Ende des 11. Jahrhunderts und unterstand der Abtei Saint-Cyprien, das Priorat Saint-Romain in Châteauneuf, das im 13. Jahrhundert von der Abtei Saint-Cyprien in Poitiers abhängig war und schließlich das vor dem Ende des 12. Jahrhunderts gegründete Priorat La Carte, das von der Abtei Grandmont abhängig war. Diese kleinen Rodungsgemeinschaften wurden an bewaldeten Standorten gegründet, die vom Lambon und seinen Bächen gut bewässert wurden.
Unter dem Ancien Régime war Vitré vom Wahlkreis von Saint-Maixent abhängig, das um 1542 geschaffen worden war. Die Pfarrei befand sich im Bistum Poitiers und war dem Erzpriestertum von Melle angegliedert. In der Nähe dieser religiösen Stiftungen wurden Burgen errichtet, La Bessière, die den Namen der Kapelle Vexeria annahm, und Châteauneuf. Diese religiösen Einrichtungen litten sehr unter dem Hundertjährigen Krieg und den Hugenottenkriegen. Bereits Ende des 16. Jahrhunderts waren von der Kapelle von Vexière oder Bessière nur noch Überreste übrig. Damals hatte sich ein großer Teil der Einwohner zum Calvinismus bekennen wollen. Während der Französischen Revolution wurden die Pfarrkirche und das katholische Pfarrhaus als Nationalgut verkauft.

## Bevölkerungsentwicklung
| Vitré: Einwohnerzahlen von 1793 bis 2019                                                                                   | Vitré: Einwohnerzahlen von 1793 bis 2019 | Vitré: Einwohnerzahlen von 1793 bis 2019 | Vitré: Einwohnerzahlen von 1793 bis 2019 | Vitré: Einwohnerzahlen von 1793 bis 2019 |
| --- | ---------------------------------------- | ---------------------------------------- | ---------------------------------------- | ---------------------------------------- |
| Jahr |                                          |                                          |                                          | Einwohner                                |
| 1793 | 1793                                     |                                          | 495                                      | 495                                      |
| 1800 | 1800                                     |                                          | 530                                      | 530                                      |
| 1806 | 1806                                     |                                          | 508                                      | 508                                      |
| 1821 | 1821                                     |                                          | 602                                      | 602                                      |
| 1831 | 1831                                     |                                          | 623                                      | 623                                      |
| 1836 | 1836                                     |                                          | 637                                      | 637                                      |
| 1841 | 1841                                     |                                          | 644                                      | 644                                      |
| 1846 | 1846                                     |                                          | 677                                      | 677                                      |
| 1851 | 1851                                     |                                          | 692                                      | 692                                      |
| 1856 | 1856                                     |                                          | 692                                      | 692                                      |
| 1861 | 1861                                     |                                          | 664                                      | 664                                      |
| 1866 | 1866                                     |                                          | 648                                      | 648                                      |
| 1872 | 1872                                     |                                          | 652                                      | 652                                      |
| 1876 | 1876                                     |                                          | 577                                      | 577                                      |
| 1881 | 1881                                     |                                          | 625                                      | 625                                      |
| 1886 | 1886                                     |                                          | 621                                      | 621                                      |
| 1891 | 1891                                     |                                          | 610                                      | 610                                      |
| 1896 | 1896                                     |                                          | 589                                      | 589                                      |
| 1901 | 1901                                     |                                          | 613                                      | 613                                      |
| 1906 | 1906                                     |                                          | 594                                      | 594                                      |
| 1911 | 1911                                     |                                          | 600                                      | 600                                      |
| 1921 | 1921                                     |                                          | 465                                      | 465                                      |
| 1926 | 1926                                     |                                          | 470                                      | 470                                      |
| 1931 | 1931                                     |                                          | 463                                      | 463                                      |
| 1936 | 1936                                     |                                          | 480                                      | 480                                      |
| 1946 | 1946                                     |                                          | 404                                      | 404                                      |
| 1954 | 1954                                     |                                          | 402                                      | 402                                      |
| 1962 | 1962                                     |                                          | 407                                      | 407                                      |
| 1968 | 1968                                     |                                          | 433                                      | 433                                      |
| 1975 | 1975                                     |                                          | 375                                      | 375                                      |
| 1982 | 1982                                     |                                          | 365                                      | 365                                      |
| 1990 | 1990                                     |                                          | 477                                      | 477                                      |
| 1999 | 1999                                     |                                          | 513                                      | 513                                      |
| 2006 | 2006                                     |                                          | 521                                      | 521                                      |
| 2013 | 2013                                     |                                          | 546                                      | 546                                      |
| 2019 | 2019                                     |                                          | 534                                      | 534                                      |
| Quelle(n): EHESS/Cassini bis 1999, INSEE ab 2006 Anmerkung(en): Ab 1962 offizielle Zahlen ohne Einwohner mit Zweitwohnsitz |                                          |                                          |                                          |                                          |

## Sehenswürdigkeiten
- Schloss im Weiler Châteauneuf aus dem 19. Jahrhundert
- Herrenhaus im Weiler Châteauneuf aus dem 17. Jahrhundert
- Herrenhaus im Weiler Fontiville aus dem 19. Jahrhundert
- Herrenhaus im Weiler La Bessière aus dem 15. Jahrhundert
- Kalkofen im Weiler La Cibaudière aus dem 19. Jahrhundert